# Ramón I Trencavel
Raimundo I Trencavel (también Raimond) (1098, Nîmes, Gard, Languedoc-Roussillon, Francia-15 de octubre de 1167, Carcassonne, Aude, Languedoc-Roussillon, Francia) era Vizconde de Agde y Béziers de 1130 y Vizconde de Albi, Carcasona, y Razès de 1150. Pertenecía a la familia Trencavel, gobernando las tierras de la rama principal. 

## Biografía
Era el segundo hijo de Bernard Ato IV y Cecilia de Provenza. Cuándo su padre murió en 1129, redistribuyó su seis vizcondados entre sus tres hijos. El mayor, Roger I recibió Carcasona, Albi, y Razès; Raimundo recibió Béziers y Agde; mientras el más joven, Bernard Ato V, recibió Nîmes. En 1132 Roger y Raimundo acordaron que, en caso de morir Roger sin herederos, Carcasona pasaría a Raimundo. En 1150 Roger murió y su tres vizcondados pasaron íntegros a Raimundo. Después de una serie de disputas, el vizcondado de Agde fue dividido entre Raimundo y Bernard Ato, con el último conservando el título.
En noviembre del mismo año en que heredó los vizcondados de su hermano, Raimundo hizo un tratado con Ramón Berenguer IV, Conde de Barcelona por el cual juraba le juraba lealtad y acordaba gobernar Carcasona, Razès, y Lautrec para el conde como vasallo. El historiador del siglo XVI, Gerónimo Zurita, escribió en los Anales de la Corona de Aragón que Ramón Berenguer IV envió un ejército a Narbona para intimidar a Raimundo a que se entregase, pero no hay fuentes contemporáneas que lo verifiquen. Aun así, Ramón Berenguer IV había estado en Arlés en septiembre para negociar una tregua con Raymond des Baux y poner punto final a las Guerras Baussencas probablemente acompañado de un ejército armado, por lo que es al menos probable que hubiera un ejército en la región en la fecha del tratado con Raimundo. En 1151 Raymond hizo un tratado de defensa mutuo con Ermengarda de Narbonne, pero incluía una cláusula que le prohibía ser requerido para hacer guerra en Tolosa. Que Raimundo intentara aún mantener su alianza con Tolosa tras su sumisión a Barcelona puede implicar que su sumisión no hubiese sido voluntaria. En 1152 Raimundo adquirió Mèze por compra a su sobrino Gerald de Roussillon. En 1158 el acuerdo con Ramón Berenguer fue renovado.

### Internacionalización de su vida
Durante su carrera Raimundo mantuvo muy buenas relaciones con Alfonso Jordán, Conde de Toulouse, al que acompañó en la Segunda Cruzada en 1147. Permaneció con Alfonso hasta la muerte de este último en 1148. Después de su regreso a Europa, no obstante, las relaciones con Toulouse se tornaron agrias — posiblemente por la lealtad jurada por Raimundo a Barcelona — y se enfrentó al hijo de Alfonso, Raimundo V, quién le encarceló en 1153. Fue liberado sólo tras el pago de un rescate de 3,000 Marcos en 1154. Aunque William de Newburgh afirma que Raimundo fue privado de sus tierras por el conde de Toulouse, evidencia diplomática 1155 a 1157 indica que no perdió posesiones importantes. Debido a de su aversión por el conde de Toulouse, Raimundo participó en la expedición de Enrique II contra Toulouse en 1159. En 1163 había firmado la paz con Toulouse y el conde le devolvió el importe del rescate de 1153.
En 1131, al comienzo de su reinado, Raimundo se vio confrontado con la formación de un consulado, una institución que se estaba haciendo popular en el sur de Francia. Los cónsules eran normalmente ciudadanos de clases sociales elevadas, pero podían ser nobles o cortesanos. Al final de su reinado Raimundo parece haber apoyado a la nobleza contra los ciudadanos y esto llevó a su asesinato en la catedral de Béziers en 1167. Mientras hacía campaña con su sobrino Bernard Ato VI contra Raimundo de Tolosa, tuvo que mediar entre un caballero y un ciudadano y, dando la razón al caballero, castigó al ciudadano (aparentemente moderadamente). Sin embargo, la ciudadanía estaba encolerizada y Raimundo concertó una reunión en Béziers. La burguesía llegó en secreto armada y, a una señal, asaltó y mató al vizconde. De su mujer Saure, Raimundo dejó un hijo y sucesor, Roger II, que heredó todos su vizcondados, pero que fue incapaz de ocupar Béziers hasta 1168, pese a un asedio dirigido por Alfonso II de Aragón en 1167. Roger castigó a los ciudadanos de Béziers por permitir a las tropas aragonesas para introducir la ciudad y les mató.

### Últimos años de vida
La muerte de Raimundo es posiblemente el tema del poema A Peoplle Grieving for the Death of their Lord de Guillem Augier Novella. Su muerte es recordada por cronistas tan diferentes como William de Newburgh, Robert de Torigny, Gaufred de Vigeois, y Pierre des Vaux-de-Cernay. La crónica de Newburgh, no obstante, se refiere a Raimundo como "Guillem" por lo que no puede ser considerada completamente fiable, aunque los detalles que rodean su muerte son corroborados. Vaux-de-Cernay, por otro lado, describe la masacre de 7,000 ciudadanos de Béziers por la Cruzada Albigense en 1209 como justicia divina por la traición mostrada a su señor y su obispo, que perdió sus dientes intentando defender a Raimundo del ataque.